# معركة تامبيري

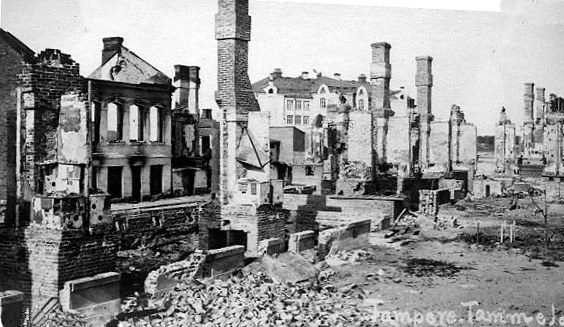

معركة تامبيري (بالفنلندية: Tampereen taistelu) خيضت في خـِضم الحرب الأهلية الفنلندية في عام 1918 بين قوات الحرسين الأحمر والأبيض. حاصرت قوات البيضاء مدينة تامبيري الرئيسية واستولت عليها من الحرس الأحمر، آسرةَ 10,000 مقاتل أحمر.
كانت هذه أكبر مشاركة عسكرية في التاريخ إسكندنافيا إلى تلك الآونة وأول معركة مدن في فنلندا. تعدّ المعركة من أشهر المعارك وأعنفها في معارك الحرب الأهلية الفنلندية. تذكر هذه الحادثة اليوم بشكل خاص لما أعقبها من أحداث دموية أعدم البيض فيها المئات من الحمر المستسلمين وأسروا أحد عشر ألف سجين وضعوا في معسكر كاليفانكانجاس.

## خلفية
كانت تامبيري في عام 1910 ثالث أكبر مدينة في فنلندا، وبلغ عدد سكانها حوالي ستين ألفًا شاملة ضواحيها. كانت المدينة الأكثر صناعية في فنلندا واعتبرت عاصمة الحركة العمالية الفنلندية. لعبت تامبيري دورًا رئيسيًا في الإضراب العام الذي حدث في 1905، وكانت المدينة معقلًا للنقابات العمالية والحزب الاشتراكي الديمقراطي.
عند بداية الحرب الأهلية في أواخر يناير 1918، استهدف الحمر تقاطع السكك الحديدية الهام في هاباماكي على بعد 100 كيلومتر شمال تامبيري. أُنشئ خط الجبهة في أسرع وقت على بعد 50-60 كيلومترًا شمال تامبيري وأصبحت جبهة تافاستيا المسرح الرئيسي للحرب. جعل عدد السكان الكبير من الطبقة العاملة ووصلات السكك الحديدية من تامبيري القاعدة الرئيسية للحرس الحمر، على الرغم من تمركز الحكومة الحمراء في هلسنكي. امتلك الحرس الحمر في تامبيري أكثر من ستة آلاف عضو، منهم ثلاثمئة امرأة.

## حصار تامبيري
بدأ البيض عملياتهم العسكرية ضد تامبيري في 15 مارس بعد فشل هجمات الحمر في أواخر فبراير وأوائل مارس. كان الهدف هو محاصرة القوات الحمراء في جبهة تافاستيا ثم غزو تامبيري. وقعت قتالات عنيفة في يامسا، اوريفيسي، روفيسي، وفيلبولا. كانت أعنفها معركة لانكيبويا في يامسا في 16 مارس، ومعركة اوريفيسي بعد ذلك بيومين. انهارت الجبهة الحمراء وانسحبت القوات نحو تامبيري حيث امتلك الحمر فيها نحو 15000 مقاتل. قررت إدارة الحمر الدفاع عن المدينة لأطول فترة ممكنة بدلًا من الاستسلام. وصل البيض إلى تامبيري في 23 مارس وحاصروا المدينة بجيش قوامه 17000 رجل في أكبر عملية عسكرية في الحرب. وقعت معارك ذات صلة في مناطق أولويارفي، بيركالا، ميسوكيلا، ايتولاهتي، لمبالا، فيسيلاهتي، وتوتيارفي، فضلًا عن المزيد في الغرب على جبهة ساتاكونتا في كاركو وهامينكيرو.
في 23 مارس، اقترب البيض من تامبيري من الجهة الشمالية الشرقية واشتبكوا مع دفاع الحمر في فيهماينن، على بعد 10 كيلومترات شرق المدينة. هاجم البيض أيضًا خلال اليومين التاليين ضاحية ميسوكيلا في الجنوب الشرقي وقرية لمبالا على بعد 15 كيلومترًا جنوب تامبيري، ولكن صُدوا من القوات المدافعة. بدأت المدفعية البيضاء بإطلاق النار على المدينة، واضطر الحمر إلى إخلاء منطقة تاميلا الشرقية الخاصة بالطبقة العاملة. استولى البيض على قرية كانغاسالا التي تبعد 15 كيلومترًا شرق تامبيري، ولكن تمكن ثلاثمئة أحمر من شق طريقهم وسط الزحف القوات البيضاء باستخدام قطار مدرع والفرار إلى ميسوكيلا. في مساء يوم 24 مارس، فقد الريدز أخيرًا السيطرة على لمبالا. وبهذا تمكن البيض من قطع خط قطار ريهيماكي تامبيري، وهو خط الإمداد الرئيسي للحمر.
أنهى الفريق الأبيض الحصار في 26 مارس من خلال السيطرة على محطة سكة حديد سيورو في طريق سكة حديد بوري على بعد 20 كيلومترًا غرب تامبيري. وفي نفس اليوم، غادر الحمر مراكز دفاعهم في ميسوكيلا، ليشكلوا خطًا دفاعيًا جديدًا بجوار منطقة كاليفا. تمكن البيض أيضًا من الاستيلاء على يلويارفي الواقعة على بعد 10 كيلومترات شمال غرب تامبيري. بعد استيلائهم على يلويارفي، واصل البيض على الفور الهجوم على الجانب الغربي من المدينة في إبيلا والجنوبي في هاتانبا، لكنهم تكبدوا خسائر فادحة وانسحبوا. شن الحمر بدورهم هجومًا مضادًا قوامه 3500 رجل في لمبالا تحت قيادة أينو راهيا. حاول الحرس الحمر في توركو ويلين تحقيق تقدم متزامن على طول خط سكة حديد هلسنكي المتجه جنوبًا. قتل نحو 30 مقاتلًا في هذا التقدم، واضطر القطار المدرع إلى التراجع. استمر القتال يوم 27 مارس في منطقة ميسوكيلا كاليفا وإيبلا ولمبالا.

## الخميس الدامي
في 28 مارس، عانى البيض أكبر الخسائر اليومية في الحرب حتى ذلك اليوم فيما أطلق عليه لاحقًا اسم «الخميس الدامي». أكمل البيض هجومًا كبيرًا ليدخلوا المدينة أخيرًا. تركز القتال في مناطق مقبرة كاليفانكانجاس ومضمار سباق الخيل في الضواحي الشرقية لمدينة تامبيري. بدأ الهجوم في الساعة التاسعة صباحًا. وبعد سبع ساعات من القتال، تمكن البيض من طرد الحمر من منطقة كاليفا لكنهم لم يتمكنوا من الوصول إلى المدينة.
بدلًا من الحرس الحمر شبه العسكري، استخدم جيش البيض وقتها القوات المكونة من المجندين بقيادة ضباط حركة يآكاري. كان المجندين أسهل بكثير في القيادة والإرسال إلى معركة عنيفة عن متطوعي الحرس الأبيض. كانت المشكلة الآن بدلًا من العصيان هي قلة الخبرة الحربية التي بدورها كانت تعني خسائر فادحة. قتلت ثلاث كتائب بيضاء كان فيها ما لا يقل عن مئتي رجل، وبلغ إجمالي الضحايا أكثر من 50% من قوتها سواء كانوا قتلى أم جرحى. تكبد اللواء السويدي المتطوع وقوات حركة يآكاري المدربة في ألمانيا خسائر فادحة أيضًا. كان السويديون يرتدون ثيابًا بيضاء مموهة بلون الثلوج، وهو ما جعلهم هدفًا سهلًا إذ لم يكن هناك ثلج على الإطلاق. بينما ارتدى ضباط حركة يآكاري الزي الأخضر الذي يمكن تمييزه بسهولة عن الزي الرمادي للمجندين. ونتيجة لذلك، فقد اللواء السويدي المكون من أربعمئة رجلًا عشرين قتيلًا وقوات حركة يآكاري سبعة وعشرين ضابطًا.
فقد الحمر خلال النهار نحو 50-70 مقاتلًا. قُتل زعيم الحمر هوغو سالميلا بعد أن انفجرت قنبلة يدوية عن طريق الخطأ في مقر القيادة. وخلفه فيرنر ليتيماكي. وفقًا للصحفي الفرنسي هنري لابورتي، قاد ليتيماكي سيارته ذهابًا وإيابًا عبر الخطوط الحمراء لتشجيع رجاله. كان لابورت ضابطًا متقاعدًا عائدًا من مهمة رسمية إلى روسيا. وصف لاحقًا تجاربه في معركة تامبيري في كتابه المنشور عام 1929 «فشل الحمر الأول».
أوقف البيض هجومهم للأيام الخمسة القادمة بعد هذا الهجوم الفاشل. واستمرت المدفعية فقط في قصف البلدة. قتلت نيران المدفعية ما لا يقل عن عشرين مدنيًا بعضهم محايدين أو من مناصري البيض، ودمرت حيي تاميلا وكيتالا الخاصين بالطبقة العاملة بشكل كامل تقريبًا. استمر القتال في لمبالا خلال فترة الخمسة أيام هذه، حيث يحاول الحمر بشكل يائس اختراقها.